# Équipe d'Ouzbékistan de hockey sur glace
L'équipe d'Ouzbékistan de hockey sur glace est la sélection nationale de l'Ouzbékistan  regroupant les meilleurs joueurs de hockey sur glace ouzbeks lors des compétitions internationales.
La fédération nationale est membre associé de la Fédération internationale de hockey sur glace (IIHF) depuis le 26 septembre 2019. Si l'Ouzbékistan n'est pas classé en janvier 2025, elle participe pour la première fois en 2025 aux championnats du monde dans la division IV.

## Historique
Au temps de l'URSS, la RSS d'Ouzbékistan avait une équipe qui a joué son premier match en 1978 lors des Spartakiades d'hiver qui se sont tenues à Pervouralsk, en Union soviétique. Ils ont participé à six matchs contre d'autres régions et républiques de l'Union soviétique. Avec trois participations (1978, 1982 et 1986), elle reste sur un bilan de treize défaites et deux victoires.
Après l'indépendance, il faut attendre 2023 pour voir le premier match international lors de la Coupe de hockey de Kazan, un tournoi international réunissant plusieurs pays islamiques : l'Ouzbékistan bat le Bahreïn sur le score de 17 à 0 ; les deux autres matchs ne comptent pas officiellement avec une victoire sur le club saoudien les Jeddah Eagles (4 à 2), puis une défaite 3 à 2 contre une équipe mixte d'Algérie, du Liban et du Maroc.
Lors du championnat du monde 2025 en division IV, l'Ouzbékistan réussit à terminer en première place avec 4 victoires et une défaite après prolongation, synonyme de montée en division IIIB l'année suivante.

## Résultats

### Jeux olympiques
- 1992-2022 - Ne participe pas

### Championnats du monde
- 2025 - 1re participation

## Classement mondial
| Année       | Rang       | Points     | Progression |
| ----------- | ---------- | ---------- | ----------- |
| 2019 - 2025 | Non classé | Non classé | Non classé  |

## Capitaines au championnat du monde
| Période | Nom             |
| ------- | --------------- |
| 2025    | Javohir Rasulov |